# August Ullrich

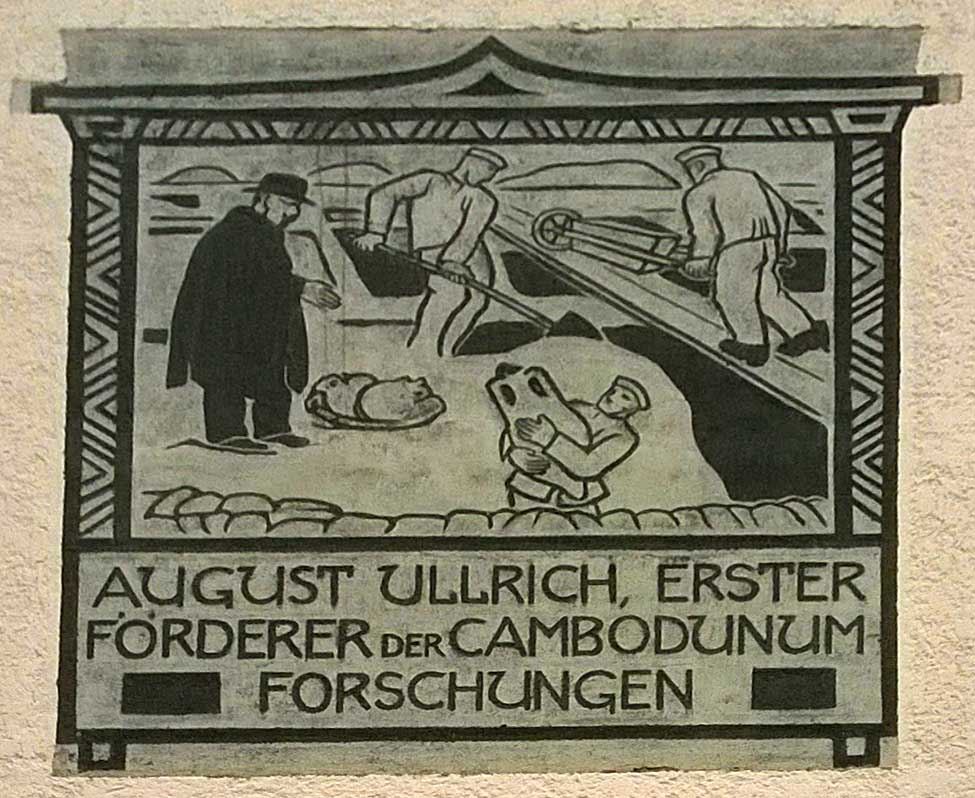
Sgraffito an Eckhaus der Ullrichstraße in Kempten

August Ullrich (* 22. Januar 1857 in Kempten (Allgäu); † 15. März 1928 ebenda) war Kaufmann und Heimatforscher in seiner Heimatstadt Kempten. Er gilt als Entdecker des römischen Cambodunum.

## Leben
In Kempten herrschte in der zweiten Hälfte des 19. Jahrhunderts im Bürgertum eine Epoche des Geschichtsbewusstseins, auch die „Ära Horchler“ genannt, dessen Kommunikations- und Wirkungszirkel der 1884 gegründete Altertumsverein (heute Heimatverein Kempten) war. Der Vereinsmitbegründer Adolf Horchler war in dieser Zeit langjähriger Bürgermeister der Stadt und ebenso interessiert an der Heimatforschung wie der archäologische Autodidakt August Ullrich.
Eine erste Geländebegehung fand zusammen mit Johannes Ranke, dem Gründer der Prähistorischen Staatssammlung in München, und dem Stabs-Auditor Wilhelm Sand statt. Ullrich begann am 19. September 1885 mit zwei Arbeitern von seiner Wohnung an der Klosterstiege aus mit der Grabung. Dass sie auf historische Funde stoßen würden, war von vornherein klar, förderten die Bauern beim Pflügen und sogar die Maulwürfe auf ihren Haufen römische Münzen und Scherben zutage. Innerhalb weniger Wochen legte Ullrich die Grundmauern etlicher Gebäude frei und konnte so den Grundriss der antiken Stadt kartografieren. In einer ersten Phase dauerten die Ausgrabungen bis 1892 und dann nochmals von 1909 bis 1911. Das seit 1888 erschienene Vereinsheft Allgäuer Geschichtsfreund berichtete von seiner ersten Ausgabe an regelmäßig über die Arbeiten.
August Ullrich starb im März 1928 im Alter von 71 Jahren. Seine Grabstätte befindet sich auf dem Katholischen Friedhof Kempten.

## Ehrungen
Auf dem Kemptener Lindenberg ist die Ullrich-Straße nach ihm benannt. Das Sgraffito am Haus Ullrichstraße 32, das an seine Ausgrabungstätigkeit erinnerte, verschwand 2024 hinter einer Dämmschicht.

## Veröffentlichungen (Auswahl)
- Erster Bericht über die vom Alterthumsverein Kempten (a. V.) vorgenommenen Ausgrabungen römischer Baureste auf dem Lindenberge bei Kempten. Alterthumsverein Kempten, 1888.
- Der frühere Lauf der Iller in Kempten und die denselben bestätigenden Funde in der Gerbergasse in Kempten. In: Allgäuer Geschichtsfreund, 2. Jg., 1889, H. 2, S. 18–20.
- Das Bauernhaus im Allgäu und seine Entwicklung: Heimatstudie. J. Kösel’sche Buchh., München 1916.
- mit Josef Rottenkolber: Geschichte der Reichsritter von Werdenstein. (= Reihe Allgäuer Heimatbücher, Band 3). F. Öchelhäuser, Kempten 1927.